# عودة شيزبونه (مسرحية)
تدور أحداث هذه المسرحية عن العلم ومحاربته للجهل عن طريق القراءة . كل هذا في أطار غنائي واستعراضي .

## بطولة
| - أحلام حسن - أحمد إيراج - هبة الدري - محمد الحملي - فهد البناي - بثينة الرئيسي - نورة العميري - حسين المهدي | - محمد الرمضان - عبد الله الخضر - عبد المحسن العمر - مشاري المجيبل - علي الحسيني - حسين المهنا - عبد الله عباس | - ناصر عباس - يوسف البغلي - أحمد خميس - بدر البناي - منال جار الله - نوف السلطان - ياسر الحداد |